# Piazza San Fedele
La Piazza San Fedele est située dans une zone piétonne dans le centre de la ville de Milan près du palais Marino et de la galerie Vittorio Emanuele II et de la piazza della Scala. La place est située devant l'église homonyme San Fedele construite à partir d'un ancien projet de Pellegrino Tibaldi au XVIe siècle et finalement consacrée au XVIIIe siècle.
Au centre de la place a été érigée  une statue d'Alessandro Manzoni en l'honneur de l'écrivain italien né le 7 mars 1785 dans la maison Manzoni située à proximité, dans la piazza Belgioioso.

## Source de traduction
- (en) Cet article est partiellement ou en totalité issu de l’article de Wikipédia en anglais intitulé « Piazza san Fedele » (voir la liste des auteurs).